# 大森絢音
大森 絢音（おおもり あやね、1999年7月3日 - ）は、日本の女優である。株式会社CES所属。

## 来歴
- 2006年12月 - WOWOWの『神様からひと言』でドラマデビュー。
- 2007年1月 - 安藤尋監督による『僕は妹に恋をする』で映画デビュー。
- 2007年1月 - 『ディズニー・プリンセス・デイズ"ミニーの夢見るティアラ"』でCMデビュー。
- 2014年2月 - 初主演映画『人の望みの喜びよ』が第64回ベルリン国際映画祭ジェネレーションKプラス部門において準グランプリを受賞。

## 出演

### 映画
- 僕は妹に恋をする（2007年1月）
- そのときは彼によろしく（2007年6月）
- チェスト!（2008年4月） - 吉川姫香 役
- 丘を越えて（2008年6月） - 細川葉子（幼少） 役
- R246 STORY 224466（2008年8月） - シドミ 役
- 252 生存者あり（2008年12月） - 篠原しおり 役
- 禅 ZEN（2009年1月）
- アマルフィ 女神の報酬（2009年7月） - 矢上まどか 役
- 君が踊る、夏（2010年9月） - 野上さくら 役
- 明日に架ける愛（2012年3月） - 幼い頃の佐伯悠子 役
- 任侠ヘルパー（2012年11月） - 蔦井悠里 役
- タイガーマスク（2013年11月） - 若月ルリ子（少女時代）役
- 武士の献立（2013年12月） - 春（少女時代）役

### テレビドラマ
- 神様からひと言（2006年12月、WOWOW） - 篠崎薫の娘 役
- ロング・ウェディングロード!〜東京VS大阪ワケアリ婚物語（2007年7月、TBSテレビ） - 西宮あかり 役
- 太陽と海の教室 第3話（2008年8月、フジテレビ） - 川辺結花 役
- お台場探偵羞恥心 ヘキサゴン殺人事件（2008年8月、フジテレビ） - ひろこ 役
- 恋のから騒ぎ 〜Love Stories V〜「金星から来た女」（2008年10月10日、日本テレビ） - れいあ 役
- 小児救命 第5話 - 第8話（2008年11月20日、テレビ朝日） - 内田亜美 役
- ふたつのスピカ（2009年6月、NHK総合） - 鴨川あすみ（幼少期） 役
- ダンディ・ダディ? 第5話（2009年8月、テレビ朝日） - すず（堂島の娘） 役
- 絶対零度　5話・6話（2010年5月、フジテレビ） - 沢井春菜（10歳） 役
- デカワンコ 第3話（2011年1月29日、日本テレビ） - 涼子 役
- 特集ドラマ 風をあつめて（2011年2月11日、NHK総合） - 浦上杏子 役
- 熱中時代（2011年4月9日、日本テレビ） - 金森花 役
- 家族のうた（2012年4月 - 6月、フジテレビ） - 松野美月 役
- 白虎隊〜敗れざる者たち（2013年1月2日、テレビ東京） - 西郷瀑布子 役
- 木曜時代劇 ぼんくら2（2015年10月22日、NHK総合） - おとよ 役
- 土曜ワイド劇場「深層捜査 ドクター大嶋二郎の事件日誌」（2017年3月11日、テレビ朝日）
- 水戸黄門 第3話（2017年10月18日、BS-TBS）

### CM
- ディズニー・プリンセス・デイズ"ミニーの夢見るティアラ"（2007年1月 - 3月）
- 日立アプライアンス（2007年）
- キユーピー、あえるパスタソース（2008年6月 - 12月）
- 大和ハウス工業、故郷 2016篇（2016年）